# Frankie Ruiz

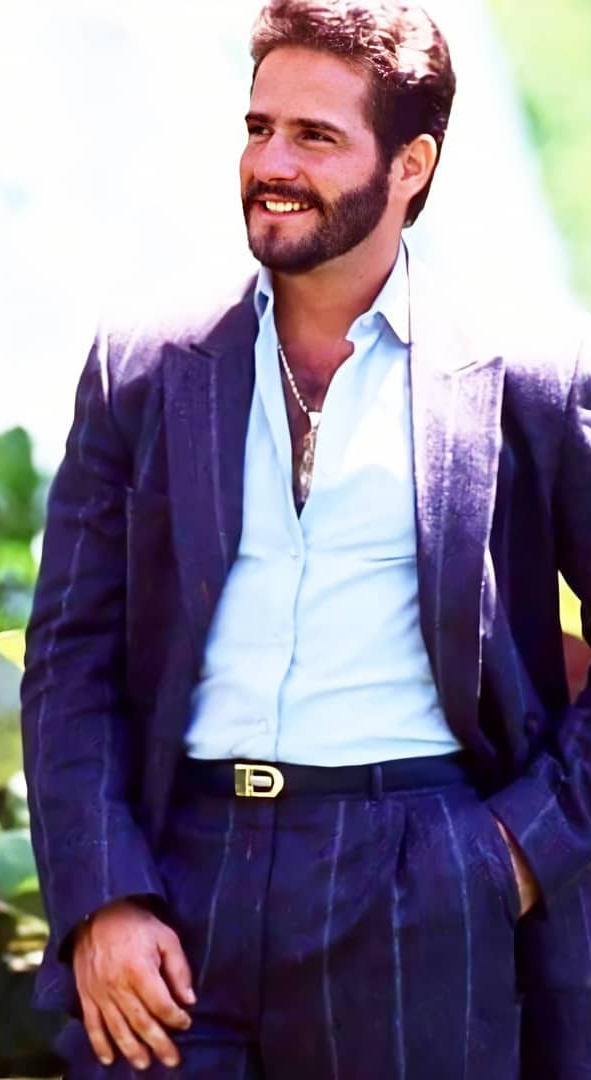
Frankie Ruiz, 1998

Jose Antonio Torresola Ruiz, alias Frankie Ruiz, (* 10. März 1958 in Paterson, New Jersey; † 9. August 1998 in New York City, New York) war ein US-amerikanischer Salsa-Sänger, der auch als Der Vater des Salsa bezeichnet wurde.

## Leben

### Frühe Jahre
Frankie Ruiz wurde in Paterson, New Jersey, als Kind puerto-ricanischer Eltern geboren, die Puerto Rico auf der Suche nach einem besseren Leben verlassen hatten. Ruiz wuchs in Paterson auf und erhielt dort auch seine höhere Schulbildung. Schon als Kind fing Ruiz an, zu Salsa-Musik zu singen und trat als Jugendlicher einer lokalen Band, The Charlie Lopez Orchestra, bei. Mit dieser nahm er auch sein erstes Lied Salsa buena (dt. Gute Salsa) auf. Nachdem sich seine Eltern geschieden hatten, zog er 1976 mit seiner Mutter nach Mayagüez, zurück nach Puerto Rico.

### Karriere
Seinen ersten wichtigen Auftritt hatte Ruiz, als er mit 19 Jahren bei der Band La Solución für den nicht erschienenen Leadsänger einspringen konnte. Zuvor waren seine Versuche in die Band einzusteigen stets abgelehnt worden. Seine Auftritte waren ein Erfolg und er wurde in die Band aufgenommen. Mit La Solución nahm er eine neue Version seines Liedes Salsa Buena auf.
Drei Jahre später, 1980, wechselte Ruiz zu Tommy Olivencia und seiner Band Primerisima Orchestra. Sein Musikstil war als Sensual Salsa (dt. Sinnlicher Salsa) bekannt, welcher ihm viele neue Fans einbrachte. Sein erster großer Hit war Lo dudo (dt. Ich bezweifle es) welcher zuvor bereits von José José gecovert worden war. 1983 entschied sich Ruiz zu einer Solokarriere und erzielte Erfolge mit Liedern wie No que no, Mi libertad und Desnudate mujer. Er tourte vielfach durch Lateinamerika, die USA und Europa und benutzte den Ausdruck Vaya, mi china (dt. Los, Baby) als sein Markenzeichen. Er bekam auch den Beinamen El papa de la Salsa (dt. Der Vater des Salsa).

### Späte Jahre
In seinen späteren Jahren begann Ruiz Drogen zu nehmen und wurde alkoholabhängig. Auf einem Flug nach einem seiner Konzerte griff er einen Flugbegleiter an, worauf er zu drei Jahren Gefängnis in Jacksonville, Texas, verurteilt wurde. Sein letztes Lied Vuelvo a nacer (dt. Wiedergeboren) beschreibt seine Fehler im Leben, dass er den falschen Weg eingeschlagen habe und erklärt sich selbst als wiedergeboren. Durch den Drogenkonsum wurde seine Stimme im Vergleich zu früheren Aufnahmen als rauer beschrieben. Ruiz wurde krank und am 11. Juli 1998 in ein Krankenhaus eingewiesen, nachdem er ein Konzert im Madison Square Garden in New York gegeben hatte. Einen Monat später, am 9. August, starb Ruiz an Leberzirrhose. Seine sterblichen Überreste wurden für einen Gottesdienst nach Mayagüez, Puerto Rico, überführt, bevor er seine letzte Ruhe auf dem Fair Lawn Memorial Cemetery in Bergen County, New Jersey, fand.
Jerry Rivera, der Ruiz im Alter von 13 Jahren getroffen hatte und der die meistverkaufte Salsaplatte aller Zeiten aufnahm, betrachtet Ruiz als sein Vorbild. Er nahm sein Album Canto a mi Idolo...Frankie Ruiz (dt. Ich singe zu meinem Idol... Frankie Ruiz) als Hommage an Ruiz auf.

## Stil und Bedeutung
Eines seiner typischen Songs ist das Lied „Ironía“ aus dem Jahr 1996, in dem er von einer Jugendliebe singt:
Ironía
| Mira que ironica es la vida aún me deseas con la misma intensidad con que rodabamos amandonos en la hierba cuando yo apenas comenzaba la universidad.                                                        | Sieh wie ironisch ist das Leben Obwohl Du mich mit derselben Intensität liebst Mit der wir uns auf dem Rasen umhertollend liebten Als wir kaum mit der Universität begonnen hatten                                                                                              |
| Tu me decias no se como pero pronto he de lograr tener dinero, viajes, lujos y un carro para pasear y que encontraste la opulencia en ese hombre que te da lo que deseas más no llena lo que yo si se llenar | Du sagtest mir nicht wie aber dass ich bald etwas erreichen muss, Um Geld zu haben, Reisen, Luxus und ein Auto für Ausflüge Und Du fandst all diesen Überfluss in diesem Mann, der Dir das gab Was Du Dir wünschtest und noch mehr wünscht                                      |
| En ese que te brinda estabilidad económica y siempre te complace en tus caprichos materiales y yo que he saboreado cada pliegue de tu intimidad                                                              | Bei diesem, der Dir die wirtschaftliche Stabilität gab Und Deine materiellen Launen befriedigte Und ich, der ich jede Falte Deiner Intimität genossen habe |
| Soy eterno fuego, tu fantasia soy el que motiva tus escapes cada dia esto es un peligro pero es divino y es que en el peligro esta el sabor de lo prohibido                                                  | Ich bin ewiges Feuer, Deine Phantasie Ich bin das Motiv Deiner täglichen Fluchten Es ist eine Gefahr aber es ist göttlich Und in dieser Gefahr liegt der Geschmack des Verbotenen                                                                                               |
| Este amor, que crece bajo la necesidad de saciar lo que el dinero no puede llenar | Diese Liebe, die unter der Notwendigkeit wächst Dich zu befriedigen, was Geld nicht vermag auszufüllen |
| Mira que ironica es la vida hoy nuevamente juntos aqui en el mismo motel donde rompimos beso a beso la inocencia donde la cama se empapo de tu niñez.                                                        | Sieh wie ironisch ist das Leben Heute sind wir wieder zusammen im gleichen Motel Wo mit jedem Kuss die Unschuld zerbrechen Wo das Bett von Deiner Kindheit durchnässt worden ist                                                                                                |
| Tus aficiones, finos vinos y restaurantes mis ilusiones suben alto y alcanzar lo que soñé es evidente has progresado, ahora hueles a Cartier más tu riqueza no ha llenado el vacio que deje                  | Deine Zuneigungen, edler Wein und Restaurants Meine Illusionen steigen hoch und erreichen das, was ich mir erträumte Es ist offensichtlich, dass Du Fortschritte gemacht hast, jetzt duftest Du nach Cartier Aber Dein Reichtum füllt nicht die Leere, welche dieser hinterläßt |
| Esto es un peligro, pero es divino. El sabor de lo prohibido mamita linda es amarte El jámas podrá llenar lo que tus ancias de mujer deseas Lo que el dinero no puede, conmigo demás tu lo tienes            | Es ist eine Gefahr aber sie ist göttlich Der Geschmack des Verbotenen, schöne Mamíta, ist Dich zu leben Er wird Dich niemals erfüllen können Was Du als Frau begehrst und wonach Du Dich sehnst Das was das Geld nicht vermag Mit mir zusammen hast Du soviel davon             |
| oye mamita te fuiste con ese que tiene dinero más sin embargo el papito rico ese soy yo, ok? El te da estabilidad económica y yo el amor de verdad.                                                          | Hör mal, Mamita, Du bist mit ihm gegangen, der Geld hat Aber ohne Zweifel der reiche Papito bin ich, okay? Er gibt Dir wirtschaftliche Stabilität Und ich Dir wahre Liebe |
| El sabor de lo prohibido Y lo prohibido es amarte Lo que el dinero no puede Tus caprichos materiales | Der Geschmack des Verbotenen Und das Verbotene ist, Dich zu lieben Was das Geld nicht vermag Deine materiellen Launen |

## Diskografie
Alben
- Solista Pero No Sólo (1985)
- Voy Pa’ Encima (1987)
- En Vivo y... a Todo Color..! (1988)
- Mas Grande Que Nunca (1989)
- Mi Libertad (1992)
- Puerto Rico Soy Tuyo (1993)
- Mirandote (1994)
- Tranquilo (1996)
- Nacimientos y Recuerdos (1998, US: Platin (Latin))[3]
- Leyenda (1999)

Singles
- Deseándote (1989, ES: Gold)